# Чуани (Телеорман)
Чуани (рум. Ciuani) насеље је у Румунији у округу Телеорман. Oпштина се налази на надморској висини од 76 m.

## Становништво
Према подацима из 2011. године у насељу је живело 3334 становника.